# Codes OTAN des grades des officiers mariniers et marins des marines militaires
Les codes OTAN des grades des officiers mariniers et marins des marines militaires définissent des équivalences de grades entre les rangs des officiers mariniers et marins des forces navales nationales membres de l'Organisation du traité de l'Atlantique nord.
Ces codes OTAN relatifs aux grades des officiers mariniers et marins sont composés de deux lettres en majuscule (OR pour Other Rank) suivi d’un indice numérique compris entre 1 et 9. 

## Codes pour les officiers mariniers et marins (OR 1-9)
| Aucun paramètre spécifié |

|  |  |  |  |

| sottocapo di prima classe scelto | sottocapo di prima classe | sottocapo di seconda classe | sottocapo di terza classe |